# Reutberger Mühlbach
Der Reutberger Mühlbach ist ein Fluss im Landkreis Bad Tölz-Wolfratshausen.

## Verlauf
Das Quellgebiet des Reutberger Mühlbachs liegt westnordwestlich von Sachsenkam zwischen dem Mühlweiher im Osten und dem Neuweihers im Westen.
Er verläuft zunächst in Richtung Norden und nimmt dabei erst den Ablauf des Mühlenweihers, dann den des Neuweihers. Flussabwärts fließt der Mülbach in der Nähe vom Kloster Reuberg entlang und nimmt dann seinen weiteren Verlauf in Richtung Nordwesten.
In dem Moos (oberdeutsch für Moor) um den Kirchsee mündet der Fluss in eine Gabelung. In nordöstlicher Richtung fließt er von dieser in den Kirchseebach. Bevor er in den Kirchsee mündet, fließt er in südwestlicher Richtung in den Kalterbach, der über eine Versickerungsstrecke im Teufelsgraben in Richtung Mangfall entwässert.

## Galerie

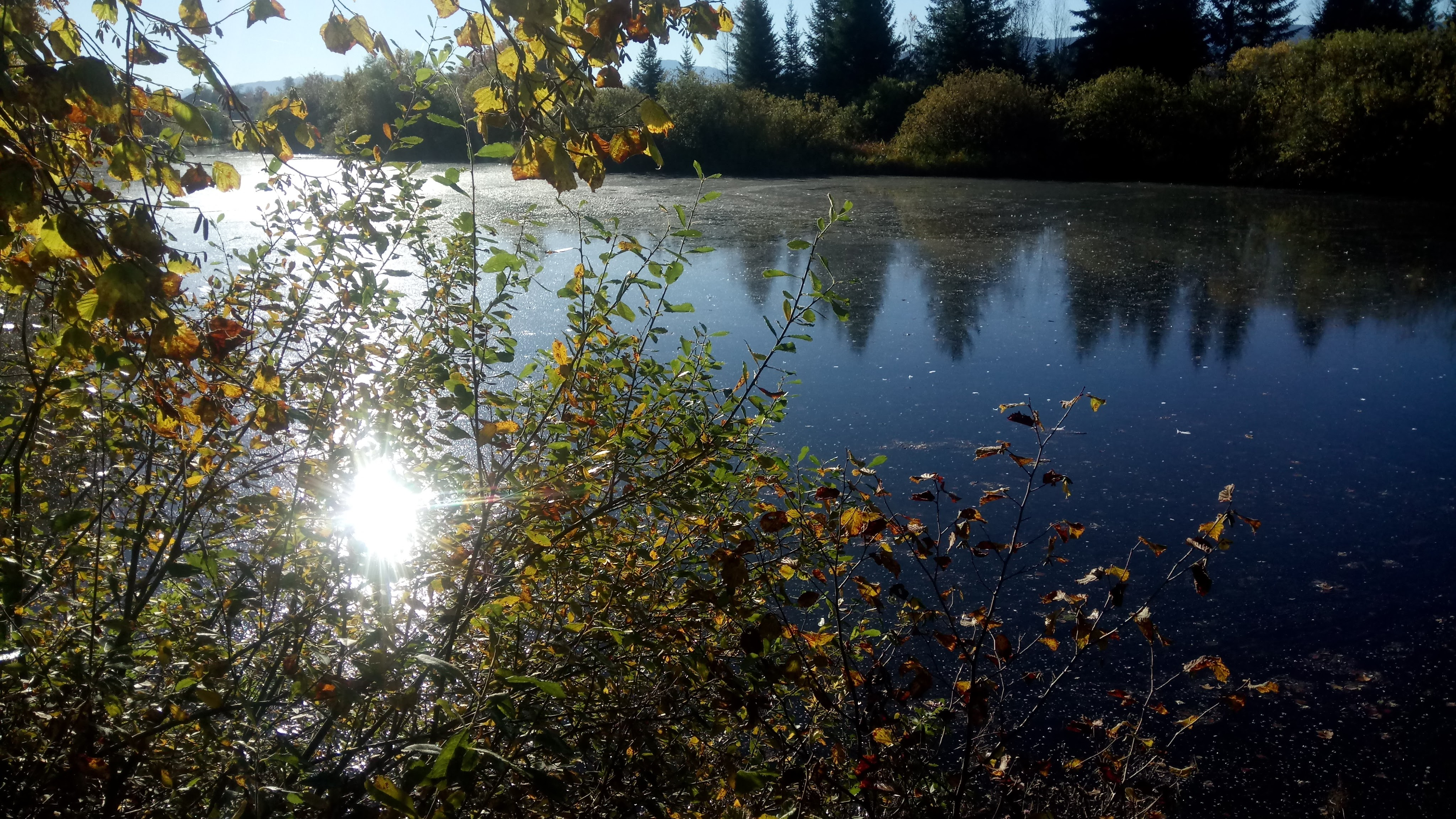
Mühlweiher
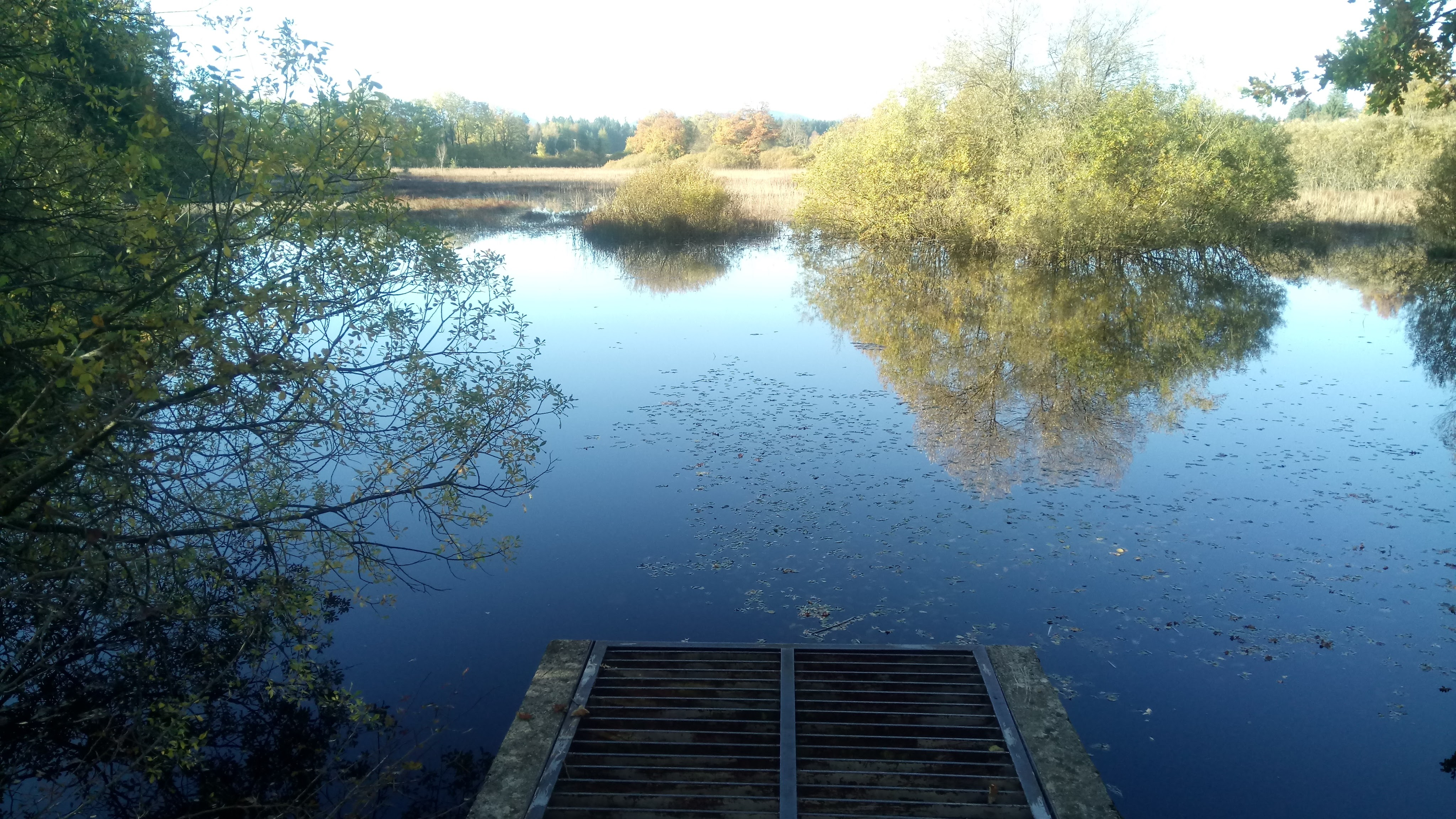
Neuweiher